# Neu-Bamberg
Neu-Bamberg ou Nova Bamberga é um município da Alemanha localizado no distrito (Kreis ou Landkreis) de Bad Kreuznach, na associação municipal de Verbandsgemeinde Bad Kreuznach, no estado da Renânia-Palatinado.